# Carfin

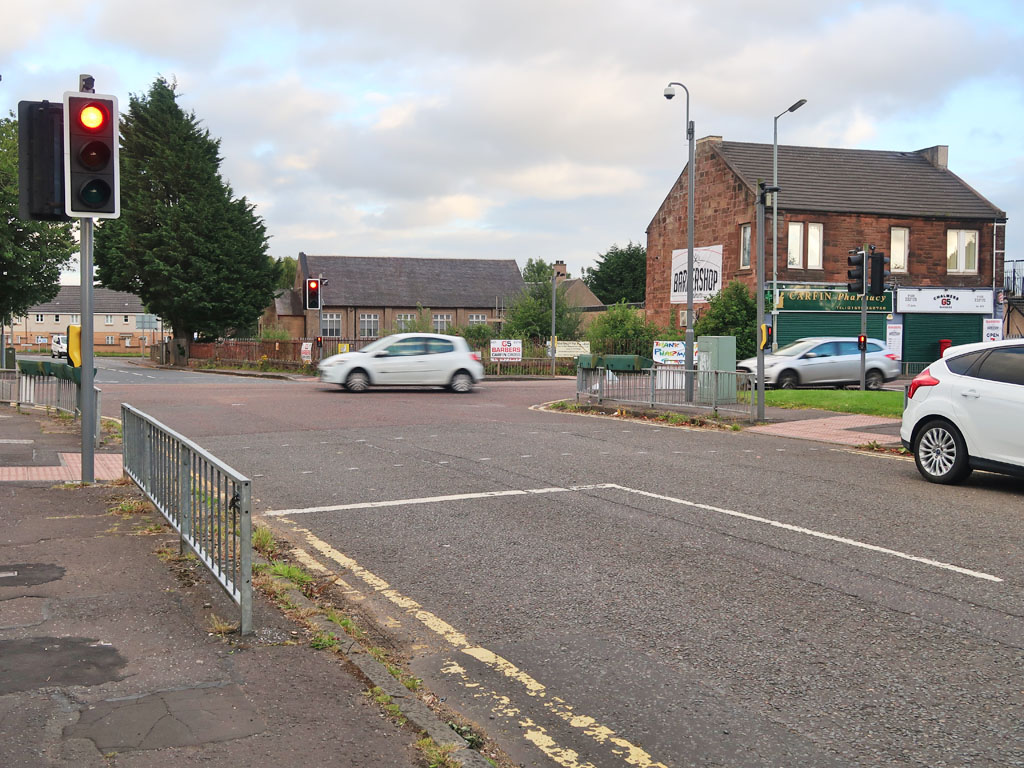
Straßenkreuzung in Carfin

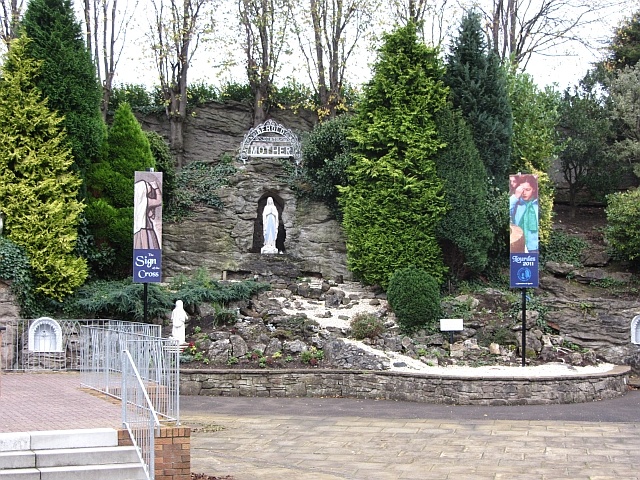
Die Carfin Grotto

Carfin ist eine Gemeinde (Community Council Area), die östlich von Glasgow in der Region North Lanarkshire in Schottland liegt.

## Geographie
Carfin liegt in den Central Lowlands in einer weitgehend flachen Gegend, wo es eine nordöstliche Vorstadt von Motherwell bildet. Weitere Ortschaften in der Nähe sind New Stevenston im Nordwesten, Newarthill im Nordosten sowie Cleekhimin im Süden.

## Historisches
Analog zu dem katholischen Wallfahrtsort Lourdes wurde in den 1920er Jahren die Carfin Grotto errichtet. Im Rahmen der historischen Gliederung Schottlands in Civil Parishes zählt Carfin zu Bothwell, das zu Lanarkshire gehörte. Seit deren Auflösung bildet es eine eigenständige Gemeinde.